# Abborrtjärnen (Sunnemo socken, Värmland, 664058-139193)
Abborrtjärnen är en sjö i Filipstads kommun och Hagfors kommun i Värmland och ingår i Göta älvs huvudavrinningsområde. Sjön har en area på 0,0931 kvadratkilometer och ligger 275,7 meter över havet.

## Delavrinningsområde
Abborrtjärnen ingår i det delavrinningsområde (664374-139273) som SMHI kallar för Utloppet av Älgsjön. Medelhöjden är 312 meter över havet och ytan är 22,98 kvadratkilometer. Det finns inga avrinningsområden uppströms utan avrinningsområdet är högsta punkten. Svartån (Älgsjöbäcken) som avvattnar avrinningsområdet har biflödesordning 3, vilket innebär att vattnet flödar genom totalt 3 vattendrag innan det når havet efter 397 kilometer. Avrinningsområdet består mestadels av skog (74 procent). Avrinningsområdet har 1,91 kvadratkilometer vattenytor vilket ger det en sjöprocent på 8,3 procent.